# 7e régiment de cuirassiers (France)
Pour les articles homonymes, voir 7e régiment.
Le 7e régiment de cuirassiers (ou 7e RC) est un régiment de cavalerie de l'Armée de terre française créé sous la Révolution à partir du régiment Royal-Étranger cavalerie, un régiment de cavalerie français d'Ancien Régime, sous le nom de 7e régiment de cavalerie avant de prendre sous le Premier Empire sa dénomination actuelle.
Il a été dissous en 1962.

## Création et différentes dénominations
- 1657 : levée d'un régiment de cavalerie par le comte de Roye
- 1659 : création du régiment Royal-Etranger par l'amalgame de divers régiment étrangers au service de la France et du Régiment du comte de Roye
- 1791 : le régiment prend le nom de 7e régiment de cavalerie
- 1803 : devient le 7e Régiment de Cuirassiers
- 1815 : dissolution après les Cent-Jours
- 1825 : recrée par transformation du 7e régiment de dragons
- 1920 : dissolution à la fin de la 1re Guerre Mondiale
- 1940 : 7e Régiment de cuirassiers et dissolution après la campagne de France
- 1945 : 7e Régiment de cuirassiers
- 1962 : dissolution

## Chefs de corps

### Ancien Régime
- 1657 : le comte de Roye

- 1673 : de Coigny
- 1704 : de la Tournelle
- 1706 : de Saint-Chamans
- 1710 : de Valentinois
- 1720 : de Saint-Maure
- 1740 : de Charleval d'Auneuil
- 1756 : de Chabot
- 1763 : de Vernassal
- 1764 : d'Hautefort
- 1770 : d'Havrincourt
- 1782 : de Montsoreau
- 1788 : de Sully

### Guerres de la Révolution et de l'Empire
- 1789 : le comte Charles de Lameth
- 1791 : Pierre Louis Auguste De Villoutreys de Faye - Colonel
- 1793 : Mathurin Gondaud - Chef de brigade
- 1802 - 1805 : Francois-Joseph Offenstein - Chef de brigade, puis colonel à partir de 1803 (*)
- 1807 : colonel Jacques Charles Dubois de Thimville, blessé le 6 juillet 1809 (*)
- 1812 : colonel Michel Ordener
- 1813 : colonel Claude Francois Richardot
- 1813 : Eugène d'Astorg - Colonel[réf. à confirmer][1]

### Après 1815
- 1835 : colonel de Barbeyrac de Saint-Maurice
- 1847 : colonel Salmon
- 1851 : colonel Mavet
- 1853 : colonel Ameil
- 1855 : colonel Tixedor
- 1862 : colonel Nitot
- 1870 : colonel Boré-Verrier
- 1875 : colonel Bignon
- 1881 : colonel Burnes
- 1898 : colonel Henri Magon de La Giclais
- 1907 : colonel Desprez
- 1913 : colonel de Maison Rouge

- 1959 : colonel Bouchet

 (*)Officiers ayant atteint par la suite le rang de général de brigades. 

## Historique des garnisons, combats et batailles du7ecuirassiers

### Ancien Régime
Lorsque la France, en 1635, prend part à la guerre de Trente Ans, le duc de Saxe-Weimar, qui avait offert ses services au cardinal de Richelieu, amène avec lui 16 vieux régiments allemands qui s’illustrent de telle manière au service de la France qu’ils y restent après la mort de leur chef.
Plus tard, au moment de la paix des Pyrénées, c'est avec les débris de ces bandes étrangères qu'est formé par ordre du 16 février 1659, le « Royal étranger ». Son premier colonel sera le comte de Roye qui avait levé le noyau du nouveau régiment le 10 février 1657. le régiment de Roye est engagé contre les espagnols dans l’armée de Turenne et reçoit le baptême du feu à la bataille de Dunes en 1658 ou son action décide du succès de la bataille.
En 1668, il passe à l’armée de Hollande. 

En 1667, lors de la guerre du droit de dévotion, il assiste aux sièges de Tournai, Douai et de Lille.

La paix de Nimègue renvoie le régiment en garnison à Caen.
C'est ensuite la campagne d’Allemagne en 1689 où il se distingue particulièrement au combat de Kockheim. Puis ses actions l’amènent aux Pays-Bas, il combat à Fleurus en 1690 et Mons en 1691.
Le 20 mai 1706, au sein de l’armée du maréchal de Villeroy, le "Royal Etranger" combat les troupes anglo-autrichiennes à Ramillies en Belgique.
Il participe à la guerre de Succession d'Autriche et en particulier le 11 mai 1745 lors de la bataille de Fontenoy
Le 1er août 1759, le régiment combat à Minden contre les hanovriens. Après un fort engagement il se replie en ordre à la suite de l’échec des troupes françaises.
- 1760: Bataille de Corbach

### Guerres de la Révolution et de l'Empire
En 1789, en garnison à Arras, il est commandé par le comte Charles de Lameth.
En 1791 par ordonnance en date du 1er janvier, le régiment devient le 7e régiment de cavalerie, il est commandé par le sieur Pierre Louis Auguste De Villoutreys de Faye - Colonel.
En 1792, au mois de mars, le 7e de cavalerie, est en garnison à Commercy, il se distingue le 14 septembre dans l’affaire de la Croix au Bois en chargeant les Hongrois et le 20 septembre il est à Valmy. Après la victoire de Jemmapes le 6 novembre, il est à l’armée des Ardennes où avec le 16e de cavalerie il participe à la prise de Charleroi puis de Namur le 14 novembre. Le régiment prend pour l’hiver ses cantonnements à Flawinne près de Namur.
En 1793, le régiment participe activement le 18 mars à la bataille de Neerwinden.
En 1794, rattaché à l'armée du Nord, le régiment combat le 24 avril à Solesmes où il exécute trois charges sanglantes pour l’ennemi. Le 18 mai c’est la bataille de Menin. Le 30 octobre, au lendemain de la bataille d'Aldenhoven.
Le 8 avril 1795, le 7e de cavalerie participe au siège de Luxembourg.
Il fait les campagnes des ans IV et V à l’armée de Sambre-et-Meuse ; an VI aux armées d’Allemagne et de Mayence ; an VI aux armées de Mayence, du Danube et du Rhin ; ans VIII et IX à l’armée du Rhin.
En 1800, le régiment fait campagne à l’armée du Rhin avec la division Souham, il combat le 25 mai à Ulm, ainsi qu'aux batailles de l'Iller (4 juin) et d'Hochstedt (19 juin), au passage du Danube(22 juin). Début décembre, le colonel François-Joseph Offenstein prend le commandement du 7e. La paix revenue le régiment est placé à Trèves.
Il se trouve en garnison à Stenay le 23 décembre 1802, date à laquelle il est renforcé par incorporation du 3e escadron du 23e régiment de cavalerie.
Le 24 septembre 1803, alors qu'il se trouve en garnison à Stenay, il est transformé en régiment de cuirassiers, sous le nom de 7e régiment de cuirassiers lors de la réorganisation des corps de cavalerie.
Le 7e régiment de cuirassiers a fait les campagnes de l’an XIII à 1806 à l’armée d’Italie.
En 1807 et 1808, il est attaché au corps de réserve de cavalerie et au 3e corps de cavalerie de la Grande Armée.
En 1807, le régiment a 4 escadrons, commandé par le lieutenant-colonel Dubois s’illustre à bataille d'Heilsberg le 10 juin 180, puis à Friedland le 12 juin.
En 1809 et 1810, il est à l’armée du Rhin (2e et au 11e corps de cavalerie de l’armée en Allemagne.
Le 22 mai 1809, il participe à la bataille d’Essling, puis de Wagram les 5 et 6 juillet.
En 1811, il est au camp d’Utrecht.

Le 7e cuirassiers en 1812.

En 1812, le régiment est au corps d’observation de l’Elbe et commandé par le lieutenant-colonel Ordener, est en réserve avec les 4e et 14e cuirassiers à la division Doumerc. Le 18 août, après la bataille de Polotsk, où il oblige les troupes russes à la retraite, il est maintenu sur place pour assurer les arrières de la grande armée et son ravitaillement. Du 26 au 29 novembre, lors de la retraite de Russie, les cuirassiers du 7e chargent à plusieurs reprises, pour contenir les troupes russes. Ces actions retardatrices permettent aux pontonniers d’Éblé la construction des deux ponts sur la Bérézina.
En 1813 et 1814, il est au 1er corps de cavalerie à Hambourg.
Le 23 mai 1813, le régiment fait partie du corps de cavalerie de La Tour-Maubourg. Il combat les russes à Reichenbach mais ne peut assurer le succès des armes, la nuit ne permettant pas la poursuite. Puis ce sera Bautzen les 20 et 21 mai. La retraite vers la France, les 26 et 27 août, il combat à Dresde, en Saxe, contre la coalition austro-russo-prussienne.
Pendant la campagne de France, il participe à Champaubert à l’écrasement de la cavalerie russo-prussienne. Le 14 février à Vauchamps, chargeant la garde en fin de soirée, le 7e cuirassiers participe à la dislocation de l’armée de Silésie du général Blücher puis le 28 mars à la bataille de Claye et au combat de Villeparisis.
En 1815, il fait partie de la 1re division de cavalerie.
Le 16 juin 1815 à Ligny, il fait partie de la grosse cavalerie de Delort qui, à 19 heures, décide du sort de la bataille en culbutant la cavalerie prussienne de Blucher. Le 17 juin, le 7e régiment de cuirassiers, commandé par le lieutenant-colonel Richardot, est en réserve de la cavalerie commandé par le maréchal Grouchy à Wavre. Le 18 juin, c'est Waterloo où, au cours de la bataille, le régiment taille en pièces la brigade de dragons de Ponsonby.
Le régiment est licencié le 23 mars 1816, ses débris sont versés dans le 4e régiment de cuirassiers de Berry, de nouvelle formation.
- 1792 :
  - bataille de Valmy
- 1793 :
  - Bataille de Neerwinden (1793),
  - bataille d'Hondschoote,
  - bataille de Wattignies
- 1794 :
  - Roer
- 1799 :
  - Bataille de Stockach
- 1800 :
  - Bataille de Höchstädt (1800)
- 1805 :
  - Passage du Tagliamento
  - bataille de Caldiero
- 1807 :
  - Bataille d'Heilsberg
- 1809 :
  - bataille d'Essling
  - Bataille de Wagram
- 1812 : Campagne de Russie
  - Seconde bataille de Polotsk
  - Bataille de la Bérézina
- 1813 : Campagne d'Allemagne
  - Reichenbach
  - Bataille de Dresde
  - 16-19 octobre : Bataille de Leipzig
- 1814 : Campagne de France
  - Bataille de Champaubert
  - 14 février 1814 : Bataille de Vauchamps
  - 28 mars : Bataille de Claye et Combat de Villeparisis
- 1815 :
  - Bataille de Ligny
  - Bataille de Waterloo

### Restauration
En 1825 le régiment, par ordonnance en date du 25 février, est recréé à partir du 7e régiment de dragons licencié.
Le régiment fait partie successivement de l’armée des Alpes de 1848 à 1849, puis de celle de Lyon en 1850.

### Second Empire
Jusqu’en juillet 1870 il occupe de nombreuses garnisons, Lyon, Meaux, Versailles, Maubeuge, Haguenau, Lunéville, Verdun… Il est employé dans de nombreuses opérations de maintien de l’ordre.

### Guerre de 1870-1871
Fin juillet 1870, le régiment (2e, 3e, 4e, 5e et 6e escadrons) quitte son dépôt de Chartres pour rejoindre à Pont-à-Mousson l’armée du Rhin de Mac-Mahon. Il fait partie, avec le 10e régiment de cuirassiers, de la 3e division de réserve de cavalerie de Forton et compte à la 2e brigade de Gramont. Il est transporté le 23 juillet par voie ferrée de Chartres à Pont-à-Mousson, combat le 16 août à Rezonville et s’illustre contre la brigade prussienne Bredow, mais ce succès n’est pas exploité. Le 7e combat ensuite autour de Metz à Rozérieulles, Saint-Privat, Chambière. Le 21 août, les restes du régiment sont démontés. La capitulation de Metz, le 28 août, officialise la fin du régiment.
Resté à Chartres, le dépôt du régiment envoie le 1er septembre 1870 son 1er escadron former le 1er régiment de marche de cuirassiers à Vendôme. Le dépôt quitte mi-septembre Chartres pour s'installer à Niort. Dans cette ville, d'octobre 1870 à février 1871, il forme trois escadrons de marche, numérotés 7e, 8e et 9e escadrons et qui rejoignent respectivement le 5e régiment de marche de cuirassiers, le 7e régiment de marche de cuirassiers et le 11e régiment de marche de cuirassiers.
Pendant ce temps, fin novembre 1871, un 7e régiment de marche de cuirassiers est constitué à Château-Renault sous les ordres du lieutenant-colonel Bergeron, avec un demi-escadron du régiment de carabiniers de l'ex-Garde impériale, un demi-escadron du régiment de cuirassiers de l'ex-Garde impériale, un escadron du 2e régiment de cuirassiers, l'escadron du 7e régiment de cuirassiers mentionné plus haut et un escadron du 8e régiment de cuirassiers. Il entre dans la composition de la brigade de cavalerie du général Tripart chargé de la protection du flanc gauche de la 1re armée de la Loire[réf. nécessaire].
On le retrouve le 4 décembre 1870 près d’Orléans, le 17 décembre à Tours puis le 12 janvier 1871 au Mans pour un dernier combat. L’armée de la Loire sera dévaluée par l’armistice du 18 janvier 1871.

### De 1871 à 1914
Le 7e cuirassiers de marche rejoint début mars 1871 Niort, où il fusionne le 26 mars avec le dépôt du 7e régiment de cuirassiers.
En 1891 le régiment appartient à la 4e division de cavalerie du général Viel d’Espeuilles, il est commandé par le lieutenant-colonel Burnez et fait partie de la 5e brigade.
1896 - 1914 : garnison Lyon. Chef de corps de 1898 à 1906 : colonel Henri Magon de La Giclais.
En juin 1907, à la suite de la révolte vigneronne, il vient soutenir les troupes de maintien de l’ordre engagées à Narbonne.
En 1913 il est en garnison à Lyon sous le commandement du colonel Arnoux de Maison Rouge.

### Première Guerre mondiale
Le 7e régiment de cuirassiers est mobilisé à Lyon.
En août 1914, il fait partie, avec le 10e cuirassiers, de la 5e brigade de cuirassiers, 6e division de cavalerie.

#### 1914
Il combat du 4 au 14 août en Lorraine au sud de Vezouzes, puis dans la région de Sarrebourg-Buhl du 17 au 19 août.

#### 1915
En 1915 déplacé dans les Flandres il bataille sur l’Yser.

#### 1916
En 1916 la 5e brigade est disloquée.

#### 1917
De 1917 à 1918 il combat soit en unité de reconnaissance montée, soit à pied dans les tranchées en Picardie, participe aux combats de Dravegny, Le Charmel dans l’Aisne puis dans la Marne.

### Entre-deux-guerres
Le régiment est dissous le 1er janvier 1920.

### Seconde Guerre mondiale

#### 1940
En mai 1940, créé pour les besoins de la guerre, le 7e cuirassiers est doté de 38 chars Hotchkiss H39 et de 25 chars Somua S35; il est affecté à la 4e division légère mécanique avec les restes des 1er DLC, 17e GRCA et du 2e GRDI. Le 20 mai, il forme l’ossature du groupement du colonel Langle de Clary du 20 mai 1940 au 7 juin 1940 il appartient 10e armée jusqu'au 31 mai 1940. Il combat à Amiens puis et mis en réserve le 28 mai. Le 5 juin, il participe à une contre-attaque près du village d’Airaines, dans la Somme, contre la 7e Panzerdivision de Rommel. Le groupement perd dans cette action 73 des 85 chars engagés. Un seul peloton l'adjudant-chef Pierson rescapé de ce désastre, détruit à lui seul 15 panzers. (Le 6 juin, les cent cinquante chars de Rommel doivent faire face à une nouvelle contre-attaque française menée par le 7e régiment de cuirassiers commandé par le lieutenant-colonel de Langles de Cary. Ce régiment ne compte plus que quatre-vingt-cinq blindés dont seulement vingt-cinq Somua S35. Rommel, pour diminuer les pertes en tanks que pourrait subir sa division, préfère mettre en avant son artillerie et repousse ainsi l’attaque de ce régiment qui perd dans cette seule journée soixante-treize chars. L’adjudant-chef Pierson revendique tout de même la destruction de quinze blindés allemands à la tête de ses quatre chars Somua S35. Cette attaque n’empêche pas la 7e Panzer d’atteindre le plateau d’Hornoy avant la tombée de la nuit). Le régiment, quasiment anéanti, se replie sur le cours de l’Avre et ses restes sont intégrés dans des formations de circonstances et le 7e cuirassiers est dissous en juin 1940.
Historique
Fin mai 1940, le 7e régiment de cuirassiers fait partie de la 4e DLM. Cette DLM, créée avec les restes des 1re DLC, 17e GRCA et du 2e GRDI ne sera jamais constituée dans son entièreté à cause des événements.
Aux côtés du 7e Cuirs, on retrouve le 3e Cuirs et le 7e RDP ; le 10e Cuirs, doté d’AMD 178 forme le régiment de découverte de la division. Le 20 mai 40, le 7e Cuirs forme l’ossature du groupement De Langle de Cary, du nom de son chef. Une partie de ce groupement combat à Amiens ; puis le groupement entier est mis en réserve le 28 mai. Le 5 juin, il contre attaque face à la 7e Panzer Division : il est anéanti le 6 juin… Le 7e Cuirs n’est pas, comme ce fut souvent le cas, un amalgame d’unités défaites, mais une réelle tentative de création d’une formation mécanique apte au combat. Le matériel fourni est réduit, mais neuf et de bonne qualité, des Hotchkiss modèle 38 (H39) avec canon long SA 38, queue de franchissement. Le régiment touche ses chars à Arpajon. Le matériel est jugé excellent, mais les équipages manquent cruellement de formation technique. La dotation normale est de 2 escadrons de H (20 chars) et de 2 escadrons de S 35 (20 chars). Le 5 juin, le régiment est mis en alerte vers 5 heures du matin. Le 2e groupe d’escadrons (H) atteint Molliens Vidame vers midi. L’après-midi voit une succession d’ordres et de contre ordres ; aussi la contre attaque française ne démarre-t-elle que vers les 19h. Le lendemain soir, il ne reste quasiment rien du groupement, illustration de la lutte des blindés français : faible densité des troupes, les unités se faisant déborder les unes après les autres et détruire par petits paquets. Le 5 juin après-midi, les H39 du 7e Cuirs sont regroupés autour de Molliens Vidame, au sud de la Somme, dans le secteur de Oissy, Riencourt, Montagne Fayel. Les hommes attendent les directives de la contre attaque française. Le matériel, neuf, est excellent et les équipages ont confiance en lui. L’angoisse précédant le combat est palpable. Le « 56 » s’est placé sous les arbres, dans un chemin creux. Le chef de char, appuyé sur « son » blindé, attend tandis que son pilote, moins angoissé, s’est pour quelques instants allongé dans l’herbe. Soudain, les deux hommes sont interpellés : serait-ce le départ ?

### De 1945 à nos jours
1945 - 1962 : garnison Noyon
En 1945 à la fin de la seconde guerre mondiale, le 7e régiment de cuirassiers est recréé. Il est doté de chars M4 Sherman dans un premier temps, puis de chars AMX-13. En 1954, après les événements du 1er novembre en Algérie, il est chargé de l’instruction de base pour les unités de cavalerie engagées en AFN.
Les blindés du 7e régiment de cuirassiers, maintenant en garnisons à Noyon, sont stockés à l’exclusion d’un seul peloton d’AMX-13. Le 7e régiment de cuirassiers est définitivement dissous à Noyon en juillet 1962.

### Étendard

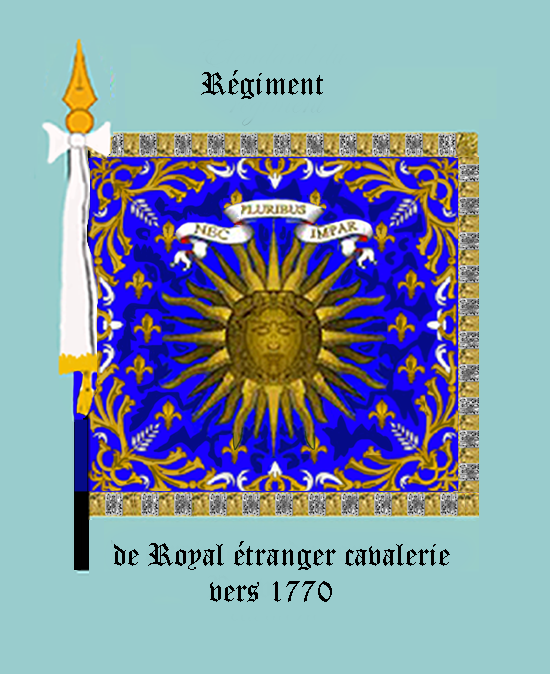
Étendard sous l'Ancien Régime vers 1770

Il porte, cousues en lettres d'or dans ses plis, les inscriptions suivantes :
- Valmy 1792
- Esseling 1809
- La Bérézina 1812
- Dresde 1813
- L'Yser 1914
- Flandres 1914-1918

### Décorations
Pas de décorations.

## Traditions et uniformes
Les cuirassiers sont des cavaliers lourdement équipés. Une armure de cuirassier français de 1854. La taille minimale des cuirassiers était fixée à 1,73 m.
Les cuirassiers faisaient partie avec les carabiniers de la cavalerie lourde, par opposition aux dragons et lanciers (la cavalerie de ligne), et aux hussards et chasseurs (la cavalerie légère). Ils étaient protégés par un plastron plus une dossière, formant une cuirasse, ce qui leur a donné leur nom. Ils étaient armés d’une carabine, d’une latte, sorte de sabre droit et de deux pistolets. La puissance de leurs charges étaient telles, qu’ils étaient surnommés familièrement « les gros frères » ou « les hommes de fer » Balzac, dans Le Colonel Chabert et, Victor Hugo dans Les Misérables ont décrit ces charges comme faisant trembler tout le champ de bataille. Les régiments étaient organisés en deux compagnies de deux escadrons, à raison de 200 hommes par escadron. La mécanisation du XXe siècle a transformé ces régiments en régiments de blindés. Certains ont gardé le titre de régiments de cuirassiers et sont équipés des matériels blindés les plus puissants, tels que les chars d’assaut AMX-30 et AMX-56 Leclerc.

### Insigne
Insigne réalisé en 1940 uniquement par la maison Drago. Cet insigne devait être à l'origine bleu foncé mais à la suite d'une erreur du fabricant il est devenu noir.
Insigne réalisé en 1952 par la maison Drago presque identique au précédent mais préféré à ce dernier, le soleil est gravé avec le chiffre "7". On trouve des variantes fabriquées par les maisons Arts & Insignes et Aremail. Une variante couleur bronze a été réalisé par la maison Drago ainsi qu'un modèle en argent massif par la maison Aremail.

### Uniformes d’Ancien Régime

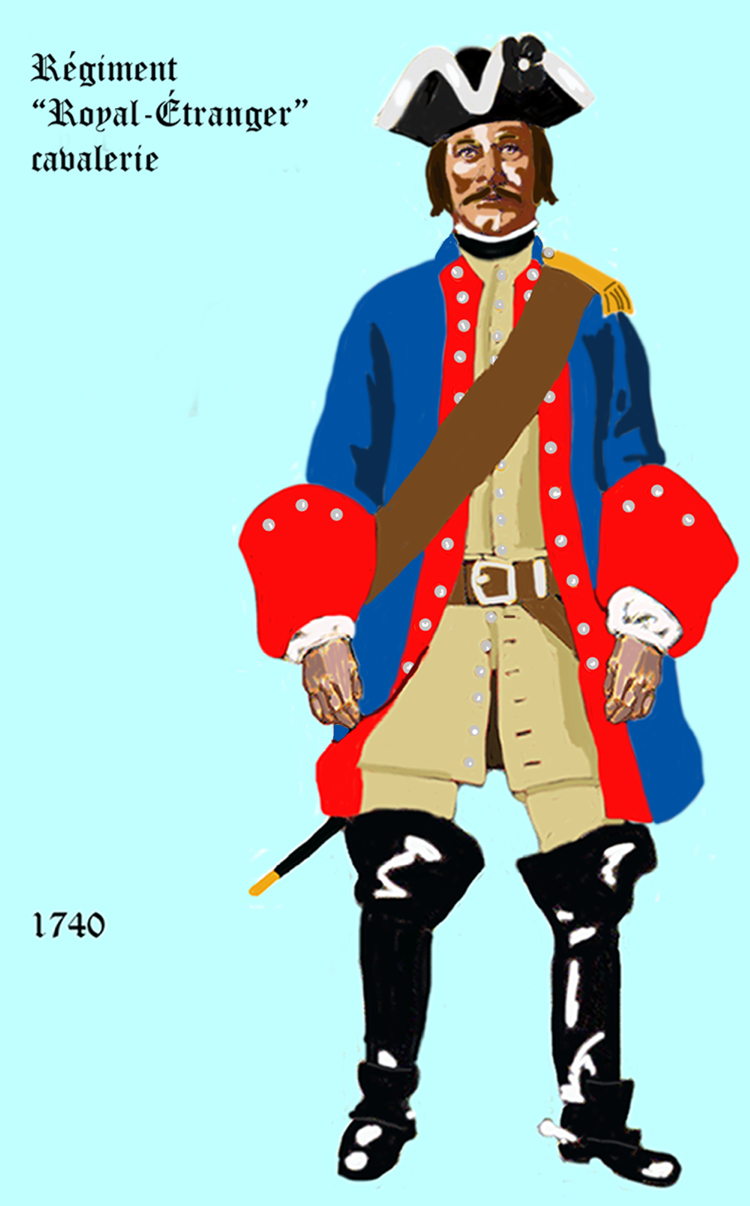
l' uniforme par application de 1740
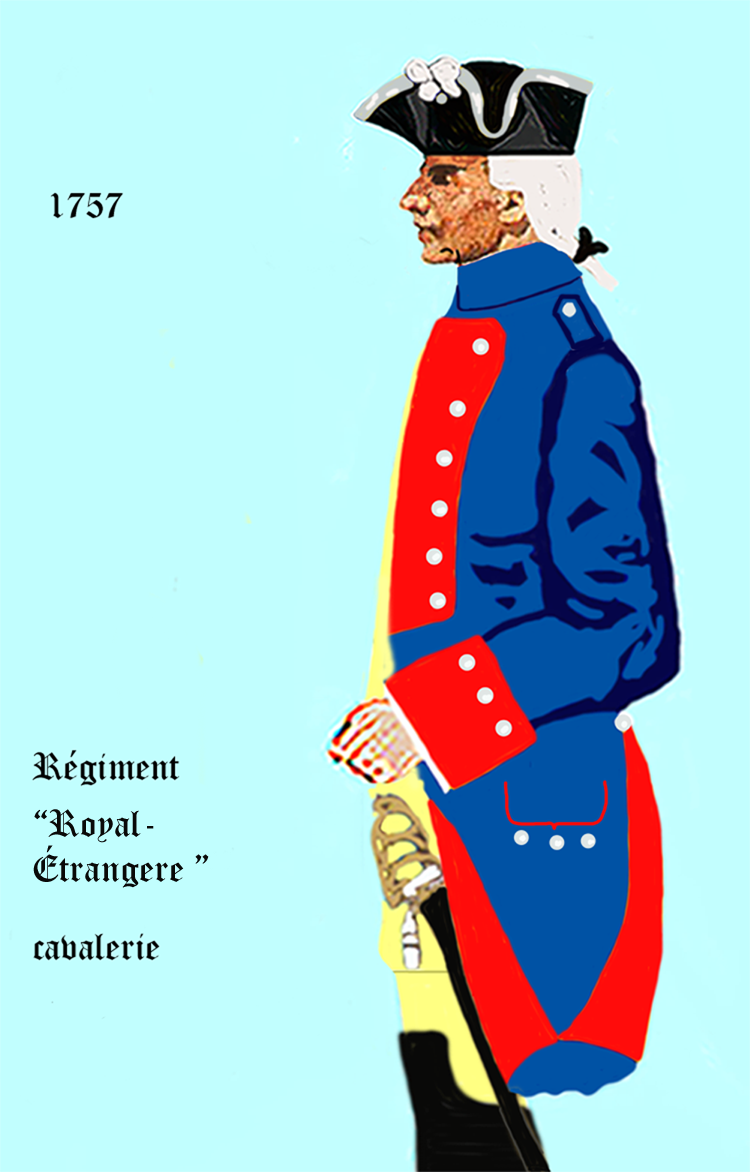
l' uniforme par application de 1757
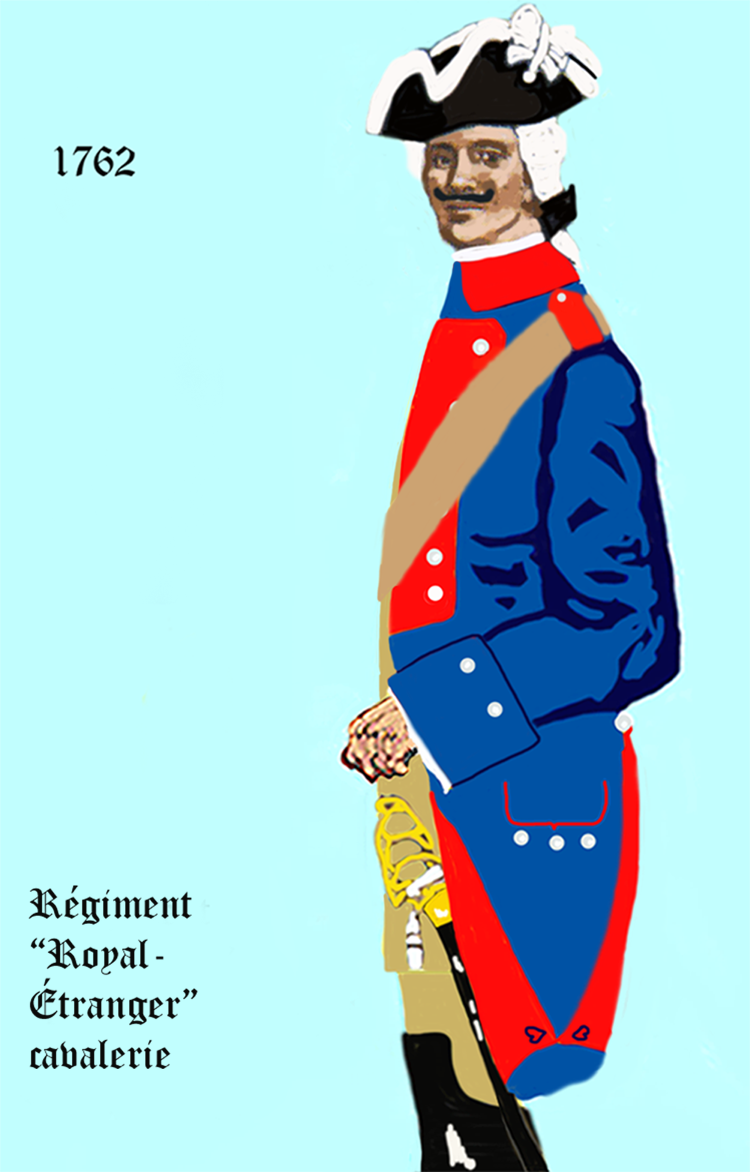
l' uniforme de 1762 à 1767
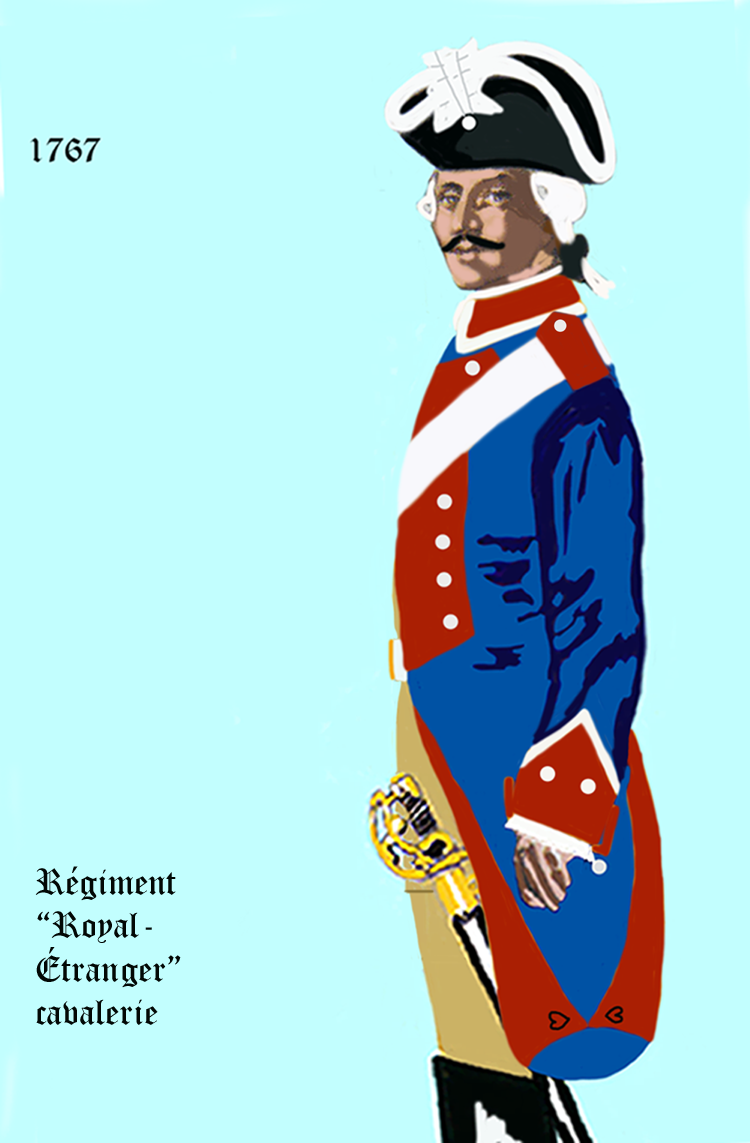
l' uniforme de 1767 à 1776
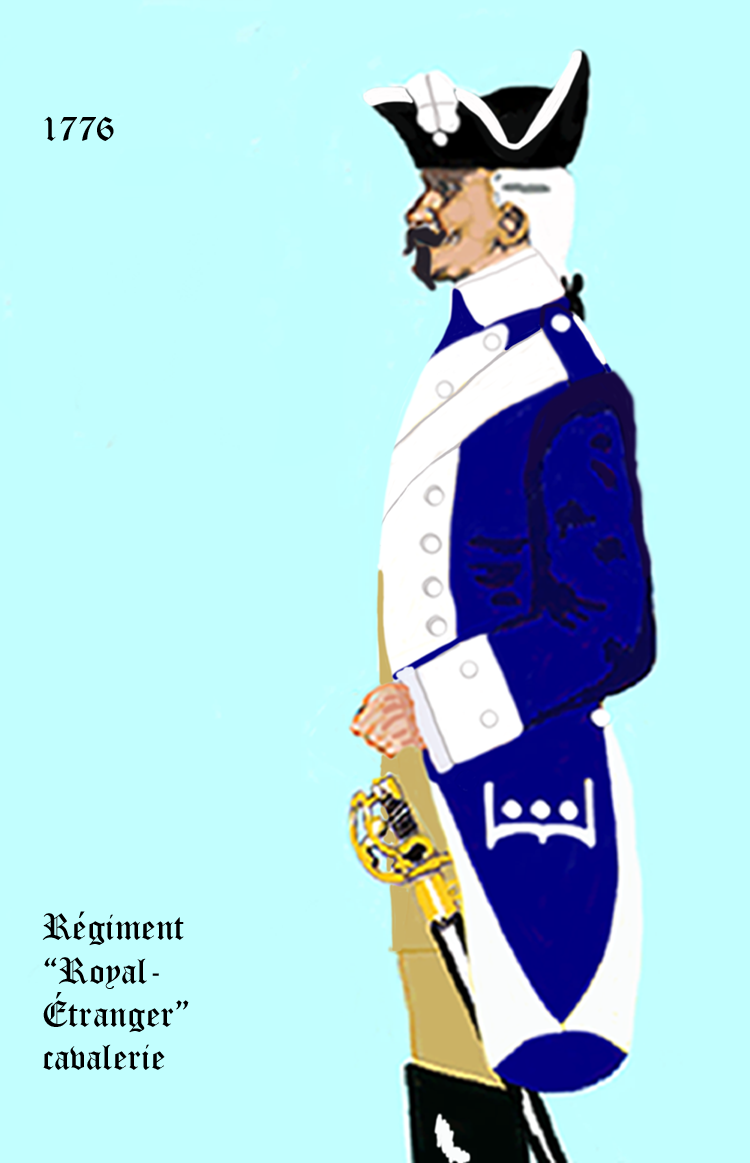
l' uniforme de 1776 à 1779
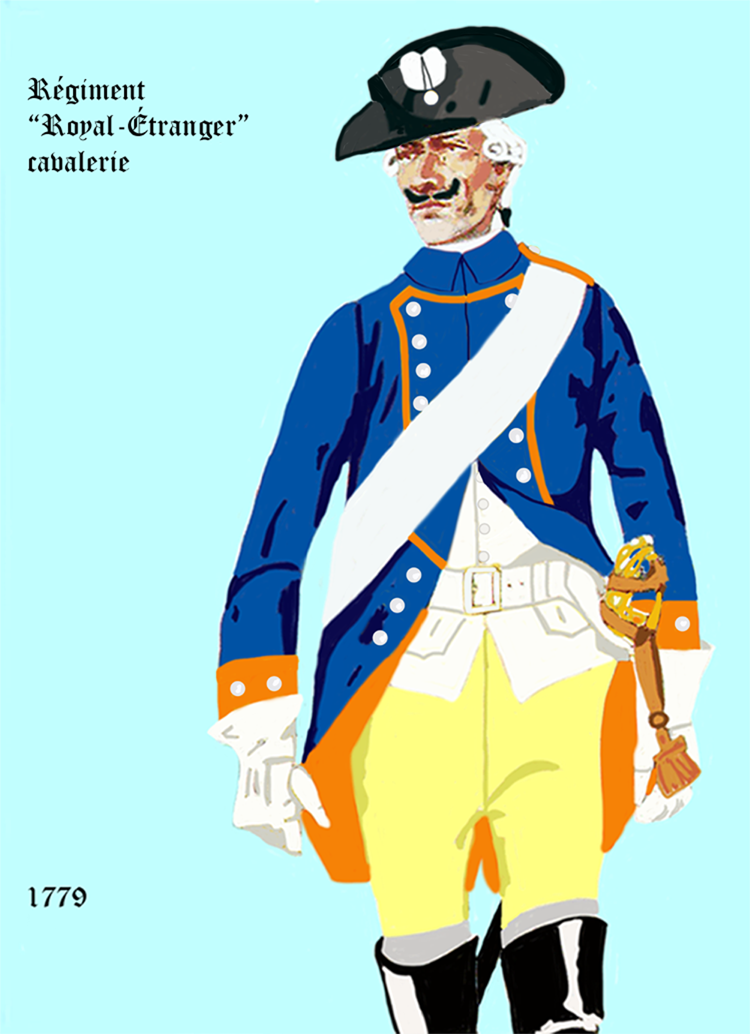
l' uniforme de 1779 à 1786
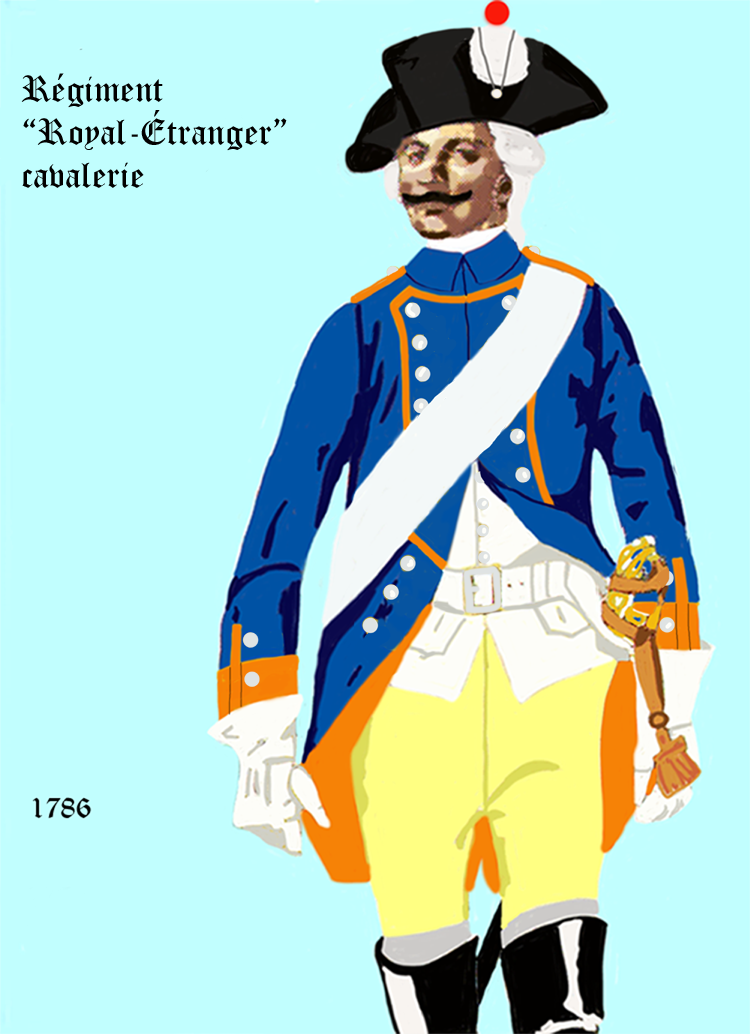
l' uniforme de 1786 à 1791

### Uniformes sous la Révolution et le Premier Empire
- Habit long sous la Révolution (régiment de cavalerie)

- Lors de la transformation en régiment de cuirassiers, les cavaliers reçoivent, outre le casque et la cuirasse, un habit court bleu, sans revers, boutonné jusqu’à la ceinture, aux parements jonquille et aux poches en travers ; pattes d’épaule bleues passepoilées de la couleur distinctive du régiment. Tenues reçues en 1805, ornées d'un plumet et d’épaulettes rouges, aux retroussis ornés de grenades bleues (symbole des armes d'élite).

- À partir de 1806, les cuirassiers reçurent de nouveaux habits à revers. Les cuirasses étaient d’un modèle unique. Les casques, acquis par les régiments, différaient selon le fournisseur. Inspiré du casque des dragons, il avait la bombe en fer et un turban en peau d’ours, rappelant la peau d’ours des bonnets de grenadiers. L’équipement se composait d’une giberne avec sa banderole, d’un ceinturon fermé par une plaque, et d’une dragonne de buffle.

- Le bonnet de police du 7e cuirassiers. De 1804 à 1813, les cuirassiers utilisent le bonnet de police du modèle à la dragonne. Il est en drap bleu, avec galon blanc, passepoils et gldn blancs ou de la couleur distinctives, avec sur le devant une grenade blanche. Avec le règlement du 7 avril 1804, le bonnet de police est utilisé chez les cuirassiers dans la tenue d'instruction, la tenue d'écurie et de corvée.

## Personnages célèbres ayant servi au7eRC
- François de Franquetot de Coigny (1670-1759), Mestre de camp du Royal étranger.
- Michel Ordener (1787-1862), Sénateur sous le Second Empire, colonel du régiment
- Marie-Georges Picquart (1854-1914), Ministre de la Guerre, protagoniste de l'Affaire Dreyfus
- Daniel Divry (1912-2001), Compagnon de la Libération, commandant en second du régiment.

## Sources et bibliographie
- Général de brigade Philippe Peress 31, rue Hoche 49400 Saumur.
- Musée des Blindés ou Association des Amis du Musée des Blindés 1043, route de Fontevraud, 49400 Saumur.
- Historique du 7e régiment de cuirassiers, 1914-1918, Lyon, Impr. de A. Rey, 1919, 68 p., lire en ligne sur Gallica.
- Georges Guimet de Juzancourt, Historique du 7e régiment de Cuirassiers: 1659-1886, Berger-Levrault, 1887 (lire en ligne)